# (10345) 1992 DC11
A (10345) 1992 DC11 a Naprendszer kisbolygóövében található aszteroida. Az UESAC program keretében fedezték fel 1992. február 29-én.

## Kapcsolódó szócikk
- Kisbolygók listája (10001–10500)